# Dasyhelea insularis
Dasyhelea insularis är en tvåvingeart som beskrevs av Tokunaga 1940. Dasyhelea insularis ingår i släktet Dasyhelea och familjen svidknott. Inga underarter finns listade i Catalogue of Life.